# Пожешко-Славонска
Пожешко-Славонска, Пожегско-Славонская жупания (хорв. Požeško-slavonska županija) — жупания на северо-востоке Хорватии, на территории западной Славонии. Административный центр жупании — город Пожега.

## География
Площадь жупании — 1823 км². На северо-западе она граничит с жупанией Бьеловарско-Билогорска, на севере с Вировитичко-Подравска, на северо-востоке с Осьечко-Бараньска, на юге с Бродско-Посавска и на юго-западе с Сисачко-Мославачка. Пожешко-Славонска — одна из трёх хорватских жупаний, не имеющих выхода к границам страны.
Центр жупании в основном низменен, основную часть его занимает плодородная Пожешская котловина. По северной и южной части жупании проходят горы, с севера это Папук, Крндия и Диль-Гора, отделяющие Пожешскую котловину от Подравины, а c юга — Псунь, формирующий границу между Пожешской котловиной и Посавиной.

## Население
В соответствии с данными переписи 2001 года, на территории жупании проживало 85 831 человека. Национальный состав населения жупании:
88,7 % хорваты, 6,5 % сербы, 1 % итальянцы, 0,9 % венгры.

## Административное деление
В административном отношении жупания делится на 10 муниципальных образований (5 городов, 5 общин):
- Город Пожега, столица жупании, население 20 943 человека
- Город Пакрац, 4772 человека
- Город Кутьево, 4007 человек
- Город Плетерница, 3779 человек
- Город Липик, 2300 человек
- Община Брестовац
- Община Чаглин
- Община Якшич
- Община Каптол
- Община Велика